# خليفة القايدي
خليفة سالم القايدي (مواليد 28 يوليو 1984، لاعب كرة قدم إماراتي يجيد اللعب في الوسط يلعب حالياً في نادي الذيد .
لعب سابقاً مع نادي الذيد خلال 4 فترات و لعب لأندية دبا الحصن و الخليج و اتحاد كلباء و حتا و دبا الفجيرة .

## روابط خارجية
- خليفة القايدي على موقع Soccerway.com (الإنجليزية)